# دعاء الصباح
دعاء الصباح هو من الأدعية المشهورة عند الشيعة المنسوبة لعلي بن أبي طالب، وقد ذكر محمد باقر المجلسي في كتابه بحار الأنوار أن علي بن أبي طالب كان يدعو بعد ركعتي الفجر بهذا الدعاء.

## سند الدعاء
روى المجلسي دعاء الصباح عن اختيار ابن الباقي، حيث قال في كتابه بحار الأنوار: «دعاء الصباح لمولانا أميرالمؤمنين... لم أجده في الكتب المعتبرة إلاّ في مصباح السيد ابن الباقي، ووجدت منه نسخة قرأه المولى الفاضل مولانا درويش محمّد الأصبهاني جدُّ والدي من قبل اُمّه على العلاّمة مروّج الذهب نور الدين عليّ بن عبد العالي الكركي فأجازه، وهذه صورته: الحمد لله قرأ عليَّ هذا الدعاء والذي قبله عمدة الفضلاء الأخيار الصلحاء الأبرار مولانا كمال الدين درويش محمّد الأصفهاني بلّغه الله ذروة الأماني قراءة تصحيح، كتبه الفقير عليّ بن عبد العالي في سنة تسع وثلاثين وتسعمائة حامداً مصلّياً. ويذكر المجلسي أيضاً أنه وجد في بعض الكتب سنداً آخر لدعاء، فيقول: قال الشريف يحيى بن قاسم العلوي: ظفرت بسفينة طويلة مكتوب فيها بخطّ سيّدي وجدّي أميرالمؤمنين وقائد الغرّ المحجّلين ليث بني غالب عليّ بن أبي طالب عليه أفضل التحيات ما هذه صورته "بسم الله الرحمن الرحيم هذا دعاء علّمني رسول الله (صلى الله عليه وآله وسلم) وكان يدعو به في كلّ صباح وهو "اللّهمّ يامن دلع لسان الصباح" ا. هـ. وكتب في آخره: كتبه عليّ بن أبي طالب في آخر نهار الخميس حادي عشر شهر ذي الحجّة سنة خمس وعشرين من الهجرة. وقال الشريف: نقلته من خطّه المبارك، وكان مكتوباً بالقلم الكوفيّ على الرقّ في السابع والعشرين من ذي القعدة سنة أربع وثلاثين وسبعمائة».

## نص الدعاء
| دعاء الصباح | بِسْمِ الله الرَّحْمنِ الرَّحِيمِ اللّهُمَّ يامَنْ دَلَعَ لِسانَ الصَّباحِ بِنُطْقِ تَبَلُّجهِ، وَسَرَّحَ قِطَعَ اللَّيْلِ المُظْلِمِ بِغَياهِبِ تَلَجْلُجِهِ، وَأَتْقَنَ صُنْعَ الفَلَكِ الدَّوّارِ فِي مَقادِيرِ تَبَرُّجِهِ، وَشَعْشَعَ ضِياءَ الشَّمْسِ بِنُورِ تَأَجُّجِهِ، يامَنْ دَلَّ عَلى ذاتِهِ بِذاتِهِ، وَتَنَزَّهَ عَنْ مُجانَسَةِ مَخْلُوقاتِهِ، وَجَلَّ عَنْ مُلائَمَةِ كَيْفِيّاتِهِ. يامَنْ قَرُبَ مِنْ خَطَراتِ الظُّنُونِ، وَبَعُدَ عَنْ لَحَظاتِ العُيُونِ، وَعَلِمَ بِما كانَ قَبْلَ أَنْ يَكُونَ، يامَنْ أَرْقَدَنِي فِي مِهادِ أَمْنِهِ وَأَمانِهِ، وَأَيْقَظنِي إِلى ما مَنَحَنِي بِهِ مِنْ مِنَنِهِ وَإِحْسانِهِ، وَكَفَّ أَكُفَّ السُّوءِ عَنِّي بِيَدِهِ وَسُلْطانِهِ، صَلِّ اللّهُمَّ عَلى الدَّلِيلِ إِلَيْكَ فِي اللَّيْلِ الاَلْيَلِ، وَالماسِكِ مِنْ أَسْبابِكَ بِحَبْلِ الشَّرَفِ الاَطْوَلِ، والنَّاصِعِ الحَسَبِ فِي ذِرْوَةِ الكاهِلِ الاَعْبَلِ،وَالثَّابِتِ القَدَمِ عَلى زَحالِيفِها فِي الزَّمَنِ الأَوَّلِ وَعَلى آلِهِ الاَخْيارِ المُصْطَفِينَ الاَبْرارِ، وَافْتَحِ اللّهُمَّ لَنا مَصارِيعَ الصَّباحِ بِمَفاتِيحِ الرَّحْمَةِ وَالفَلاحِ، وَأَلْبِسْنِي اللّهُمَّ مِنْ أَفْضَلِ خِلَعِ الهِدايَةِ وَالصَّلاحِ، وَأَغْرِسِ اللّهُمَّ بِعَظَمَتِكَ فِي شِرْبِ جَنانِي يَنابِيعَ الخُشُوعِ، وَأَجْرِ اللّهُمَّ لِهَيْبَتِكَ مِنْ آماقِي زَفَراتِ الدُّمُوعِ، وَأَدِّبِ اللّهُمَّ نَزَقَ الخُرْقِ مِنِّي بِأَزِمَّةِ القُنُوعِ، إِلهِي إِنْ لَمْ تَبْتَدِئْنِي الرَّحْمَةُ مِنْكَ بِحُسْنِ التَّوْفِيقِ فَمَنِ السَّالِكُ بِي إِلَيْكَ فِي وَاضِحِ الطَّرِيقِ ؟ وَإِنْ أَسْلَمَتْنِي أَناتُكَ لِقائِدِ الامَلِ وَالمُنى فَمَنِ المُقِيلُ عَثَراتِي مِنْ كَبَوات الهَوى ؟ وَإِنْ خَذَلَنِي نَصْرُكَ عِنْدَ مُحارَبَةِ النَّفْسِ وَالشَّيْطانِ، فَقَدْ وَكَلَنِي خِذْلانُكَ إِلى حَيْثُ النَّصَبِ وَالحِرْمانِ. إِلهِي أَتَرانِي ماأَتَيْتُكَ إِلاّ مِنْ حَيْثُ الامالِ، أَمْ عَلِقْتُ بَأَطْرافِ حِبالِكَ إِلاّ حِيْنَ باعَدَتْنِي ذُنُوبِي عَنْ دارِ الوِصالِ ، فَبِئْسَ المَطِيَّةُ الَّتِي امْتَطَتُ نَفْسِي مِنْ هَواها، فَواها لَها لِما سَوَّلَتْ لَها ظُنُونُها وَمُناها ! وَتَبَّا لَها لِجُرأَتِها عَلى سَيِّدِها وَمَوْلاها ! إِلهِي قَرَعْتُ بابَ رَحْمَتِكَ بِيَدِ رَجائِي، وَهَرَبْتُ إِلَيْكَ لاجِئاً مِنْ فَرْطِ أَهْوائِي، وَعَلَّقْتُ بِأَطْرافِ حِبالِكَ أَنامِلَ وَلائِي، فَاصْفَحِ اللّهُمَّ عمَّا كُنتُ أَجْرَمْتُهُ مِنْ زَلَلِي وَخَطائِي، وَأَقِلْنِي مِنْ صَرْعَةِ رِدائِي، فإِنَّكَ سَيِّدِي وَمَوْلاي وَمُعْتَمَدِي وَرَجائِي، وَأَنْتَ غايَةُ مَطْلُوبِي، وَمُنايَ فِي مُنْقَلَبِي وَمَثْوايَ. إِلهِي كَيْفَ تَطْرُدُ مِسْكِينا إِلْتَجأَ إِلَيْكَ مِنَ الذُّنُوبِ هارِبا ؟ أَمْ كَيْفَ تُخَيِّبُ مُسْتَرْشِداً قَصَدَ إِلى جَنابِكَ ساعِيا ؟ أَمْ كَيْفَ تَرُدُّ ظَمآنا وَرَدَ إِلى حِياضِكَ شارِبا ؟! كَلا ، وَحِياضُكَ مُتْرَعَةٌ فِي ظنْكِ المُحُولِ، وَبابُكَ مَفْتُوحٌ لِلْطَّلَبِ وَالوُغُولِ، وَأَنْتَ غايَةُ المَسؤُولِ ونِهايَةُ المَأْمُولِ ! إِلهِي هذِهِ أَزِمَّةُ نَفْسِي عَقَلْتُها بِعِقالِ مَشِيَّتِكَ، وَهذِهِ أَعْباء ذُنُوبِي دَرَأْتُها بِعَفْوِكَ وَرَحْمَتِكَ، وَهذِهِ أَهْوائِي المُضِلَّةُ وَكَلْتُها إِلى جَنابِ لُطْفِكَ وَرَأفَتِكَ فَاجْعَلِ اللّهُمَّ صَباحِي هذا نازِلا عَلَيَّ بِضِياءِ الهُدى وَبِالسَّلامَةِ فِي الدِّينِ وَالدُّنْيا، وَمَسائِي جُنَّةً مِنْ كَيْدِ العِدى وَوِقايَةً مِنْ مُرْدِياتِ الهَوى، إِنَّكَ قادِرٌ عَلى ماتَشاءُ تُؤْتِي المُلْكَ مَنْ تَشاءُ، وَتَنْزِعُ المُلْكَ مِمَّنْ تَشاءُ، وَتُعِزُّ مَنْ تَشاءُ وَتُذِلُّ مَنْ تَشاءُ، بِيَدِكَ الخَيْرُ إِنَّكَ عَلى كُلِّ شَيٍ قَدِيرٌ، تُولِجُ اللَّيلَ فِي النَّهارِ، وَتُولِجُ النَّهارَ فِي اللَّيْلِ، وَتُخْرِجُ الحَيَّ مِنَ المَيِّتِ، وَتُخْرِجُ المَيِّتَ مِنَ الحَيِّ، وَتَرْزُقُ مَنْ تَشاءُ بِغَيْرِ حِسابٍ، لا إِلهَ إِلاّ أَنْتَ، سُبْحانَكَ، اللّهُمَّ وَبِحَمْدِكَ، مَنْ ذا يَعْرِفُ قَدْرَكَ فَلا يَخافُكَ، وَمَنْ ذا يَعْلَمُ ما أَنْتَ فَلا يَهابُكَ. أَلَّفْتَ بِقُدْرَتِكَ الفِرَقَ، وَفَلَقْتَ بِلُطْفِكَ الفَلَقَ، وَأَنَرْتَ بِكَرَمِكَ دَياجيَ الغَسَقِ، وَأَنْهَرْتَ المِياهَ مِنَ الصُّمِّ الصَّياخِيدِ عَذْباً وَاُجاجاً، وَأَنْزَلْتَ مِنَ المُعْصِراتِ ماءً ثَجَّاجاً، وَجَعَلْتَ الشَّمْسَ وَالقَمَرَ لِلْبَرِيَّةِ سِراجاً وَهّاجاً، مِنْ غَيْرِ أَنْ تُمارِسَ فِيما ابْتَدَأْتَ بِهِ لُغُوباً وَلا عِلاجاً، فَيامَنْ تَوَحَّدَ بِالعِزِّ وَالبَقاءِ، وَقَهَرَ عِبادَهُ بِالمَوْتِ وَالفَناءِ، صَلِّ عَلى مُحَمَّدٍ وَآلِهِ الأَتْقِياءِ، وَاسْمَعْ نِدائِي، وَاسْتَجِبْ دُعائِي، وَحَقِّقْ بِفَضْلِكَ أَمَلِي وَرَجائِي، ياخَيْرَ مَنْ دُعِيَ لِكَشْفِ الضُّرِ، وَالمَأْمُولِ لِكُلِ عُسْرٍ وَيُسْرٍ، بِكَ أَنْزَلْتُ حاجَتِي فَلا تَرُدَّنِي مِنْ سَنِيِّ مَواهِبِكَ خائِباً، ياكَرِيمُ ياكَرِيمُ ياكَرِيمُ، بِرَحْمَتِكَ ياأَرْحَمَ الرّاحِمِينَ، وَصَلَّى الله عَلى خَيْرِ خَلْقِهِ مُحَمَّدٍ وَآلِهِ أَجْمَعِينَ.» ثُمَّ اسجد وَقُلْ: «إِلهِي قَلْبِي مَحْجُوبٌ، وَنَفْسِي مَعْيُوبٌ، وَعَقْلِي مَغْلُوبٌ، وَهُوَائِي غالِبٌ، وَطاعَتِي قَلِيلٌ، وَمَعْصِيَتِي كَثِيرٌ، وَلِسانِي مُقِرُّ بِالذُّنُوبِ، فَكَيْفَ حِيلَتِي ياسَتَّارَ العُيُوبِ، وَياعَلامَ الغُيُوبِ، وَياكاشِفَ الكُرُوبِ، إِغْفِر ذُنُوبِي كُلَّها بِحُرْمَةِ مُحَمَّدٍ وَآلِ مُحَمَّدٍ، ياغَفّارُ ياغَفّارُ ياغَفّارُ، بِرَحْمَتِكَ ياأَرْحَمَ الرّاحِمِينَ» | دعاء الصباح |

 .

## ترجمة الدعاء
1. نور المصباح فی ترجمة دعاء الصباح، عزيز بن يوسف خرساني نجفي، فارسي.
2. رجاء الفلاح في ترجمه دعاء الصباح، محمد جعفر شاملي، فارسي.
3. نسيم الصباح في شرح وترجمة دعاء الصباح، محمد باقر شهيدي.

## شروح الدعاء
- ذكر أغا بزرك الطهراني الشروح في كتابه الذريعة، وهي:[3]
  - جناح النجاح في شرح دعاء الصباح - محمد مهدي القزويني.
  - شرح دعاء الصباح - أحمد بن محمد
  - شرح دعاء الصباح - محمد بن عبد علي آل عبد الجبار
  - شرح دعاء الصباح - هادي السبزواري
  - شرح دعاء الصباح - محمد أشرف.
  - شرح دعاء الصباح - أحمد بن سيف الدين الاسترآبادي.
  - شرح دعاء الصباح -أصغر بن محمد بن جما القمي
  - شرح دعاء الصباح - جعفر بن حسين علي اللواساني
  - شرح دعاء الصباح - حبيب الله الكاشاني
  - شرح دعاء الصباح - سردار الكابلي
  - شرح دعاء الصباح - زين العابدين الخوئي
  - شرح دعاء الصباح - عباس كيوان القزويني
  - شرح دعاء الصباح - عبد الرحيم السبزواري
  - شرح دعاء الصباح - عبد الكريم الأرموى
  - شرح دعاء الصباح: - علي رضا الخوئي الخياباني
  - شرح دعاء الصباح - علي بن محمد النقوي اللكهنوي
  - شرح دعاء الصباح - محمد علي النجفي
  - شرح دعاء الصباح - محمد نجف الكرماني الأخباري
  - شرح دعاء الصباح - محمد مهدى الموسوي
  - شرح دعاء الصباح - غني نقي الزيد پوري الرضوي اللكنهوي
  - شرح دعاء الصباح - قطب الدين محمد الحسيني النيريزي
  - مفتاح الفلاح في شرح دعاء الصباح - إسماعيل الخواجويي.
  - مفتاح الفلاح ومبحا النجاح- للمولى أبي الوفاء .